# TGS-NOPEC Geophysical Company
TGS-NOPEC Geophysical Company (détenteur de la marque TGS) est une entreprise norvégienne spécialisée dans le développement de logiciels et la réalisation de services pour l'exploitation de données sismiques, à destination de l'industrie pétrolière. Le siège de la société est localisé à Asker, près d'Oslo et dispose de bureaux au Royaume-Uni en Australie et à Houston. La société est listée sur l'Oslo Stock Exchange.
En 2024, TGS conclut une OPA sur PGS, autre société spécialisée dans les services géophysiques en mer, pour 859 millions de dollars, ce qui donne naissance à un nouveau groupe de services géophysiques pétroliers sous la bannière TGS.